# Sobokerto
Sobokerto is een bestuurslaag in het regentschap Boyolali van de provincie Midden-Java, Indonesië. Sobokerto telt 5858 inwoners (volkstelling 2010).